# Rio Cerniţa
O Rio Cerniţa é um rio da Romênia, afluente do Abrud, localizado no distrito de Alba.